# 小池義孝
小池 義孝（こいけ よしたか、1973年7月19日 - ）は、合同会社　壱義の代表社員であり、治療家、日本の作家である。

## 概要
東京都荒川区生まれ。一義流気功の創始者。代表作として、『ねこ背は治る！』、『見るだけで体が変わる魔法のイラスト』、『はじめての気功』、『知るだけで防げる「うつ」の本』などがある。処女作である『ねこ背は治る！』は３０万部を超えるベストセラーとなり、ねこ背本ブームを巻き起こした。

## 人物
東京都荒川区に生まれ、平凡な生活を送っていた。３０歳を過ぎた頃に自身の人生と生き方を考え、より社会に有益な存在でありたいと治療家を志す。そのジャンルが気功という特殊なものであったのは、気の感受性と操作に優れているという自己認識からだった。
都内の気功整体を教える学院に入学、直営の治療院に治療スタッフとして勤めながら、自身でも2006年に一義流気功の看板で治療院独立を果たす。翌年の2007年には、一義流気功教室を開設、自身の治療活動と技術の普及に努める。当初は学院で行っていた手法をそのまま行う形であったが、研究と開発を重ね、極めて独自性の強い治療メソッドを持つに至る。
2011年、『ねこ背は治る！』（自由国民社）を出版、これが2022年現在で31万部を超えるベストセラー、ロングセラーとなる。以降、出版を重ねて日本国内で19冊、海外翻訳版３冊、累計で70万部を超える。

## 出版物
『ねこ背は治る！』（自由国民社）、『ビジュアル版　ねこ背は治る！』（自由国民社）、『マンガでわかるねこ背は治る！』（自由国民社）、『背骨ビヨ~ン! 体操』（自由国民社）、『見るだけで体が変わる魔法のイラスト──健康になる! 運動能力が上がる！』（自由国民社）、『忘れたい過去が最短１分で消える！』（自由国民社）、『自分でできる！はじめての気功（改訂版）』（自由国民社）、『大きく息をするだけで健康になる』（自由国民社）、『ねこ背が治って心も体も強くなる!』（三笠書房）、『大きく息をするだけで健康になる』（自由国民社）、『奇跡の３０秒背骨ストレッチ』（三笠書房）、『不健康は治る!』（主婦と生活社）、『女の子版 ねこ背を治す本』（メディアファクトリー）、『巻き肩は治る!』（東邦出版）、『疲れない！痛めない！体の使い方ビフォー・アフター手帖』（日本文芸社）、『ねこ背は治る!背も伸びる。』（マガジンハウス）、『９割のねこ背は自分で治せる 』（KADOKAWA）、『知るだけで防げる「うつ」の本』（ベストセラーズ）、『老眼は1週間で改善する』（エイ出版社）

## 主な出演、メディア掲載（書籍含む）
テレビ、ラジオ
- 『ゆうどきネットワーク』（NHK）
- 『ヒルナンデス!』（日本テレビ）
- 『カスペ!』（フジテレビ）
- 『イチオシ!!』（北海道テレビ）
- 『東京電波女子』（TOKYO MX）
- 『5時に夢中!』（TOKYO MX）
- 『東国原英夫のそのまんまでは通しません！』（チバテレビ）
- 『おかえりなさ～い』（福井テレビ）
- 『生島ヒロシのおはよう一直線』（TBSラジオ）
- 『武内裕之That's On Time』（KBCラジオ）
- 『News Delivery』（JAPAN FM NETWORK）
- 『山本洋之のマイペースでいいじゃん！』（FM79.2MHz）

新聞
- 『朝日新聞　全国版』
- 『サンケイスポーツ』
- 『フジサンケイBusinessi.』
- 『夕刊フジ』

雑誌
- 『からだにいいこと』
- 『ゆほびか』
- 『壮快』
- 『素晴らしい一日』
- 『安心』
- 『週刊女性』
- 『女性セブン』
- 『SEDA』
- 『MORE』
- 『Seventeen』